# Riflessioni sulla guerra
Riflessioni sulla guerra (Réflexions sur la guerre) è un saggio assai noto di Simone Weil, pubblicato sulla rivista di Boris Souvarine La Critique sociale n. 10 del novembre 1933. La Weil aveva iniziato a collaborare alla rivista in settembre, pur rifiutando di aderire al Circolo comunista democratico di Souvarine.
Nel 1934 Riflessioni sulla guerra fu pubblicato come opuscolo, in traduzione italiana, dall'anarchico Pio Turroni, esule in Francia ed animatore del Gruppo Edizioni libertarie con sede a Brest.

## Contenuti
In quest'opera, la Weil ricostruisce sinteticamente le teorie sulla guerra che, dal 1792 in poi, hanno influito sul pensiero socialista e marxista, da cui ella prende le distanze, per criticare il carattere oppressivo di ogni stato e gli effetti reazionari di ogni guerra:
L'autrice considera la guerra rivoluzionaria come la «tomba della rivoluzione» (almeno finché non sarà possibile una guerra «senza apparato dirigente, senza pressione poliziesca, senza leggi eccezionali, senza punizione per i disertori») perché essa impone al soldato una costrizione ancora più dolorosa di quella patita dall'operaio. La guerra è difatti un effetto del sistema di produzione moderno:
Per la Weil, la guerra è insieme causa e conseguenza del fenomeno burocratico. Ella propone quindi di attuare una lotta senza tregua, dall'interno, per abbattere «l'oppressione intollerabile esercitata dagli apparati statali», concludendo il saggio con queste parole:

## Edizioni
- Simone Weil, Riflessioni sulla guerra, a cura di Luigi Assandri, Torino, via Ravenna 3, Gruppo d’Edizioni Libertarie, 1976, ISBN non esistente.
- Simone Weil, Riflessioni sulla guerra, in Sulla guerra. Scritti 1933-1943, a cura di D. Zazzi, Milano, Pratiche, 1998, ISBN non esistente.
- Simone Weil, Riflessioni sulla guerra, in Incontri libertari, cura e traduzione di Maurizio Zani, Milano, Elèuthera, 2001,  pp. 31-43, ISBN 88-85060-52-8.